# Чорний Ануй
Чорний Ануй (рос. Чёрный Ануй) — село Усть-Канського району, Республіка Алтай Росії. Входить до складу Чорноануйського сільського поселення.
Населення — 563 особи (2015 рік).

## Уродженці
- Шуклін Ілля Захарович (1922—1943) — старший лейтенант РА, Герой Радянського Союзу.